# یوهان آندرس
یوهان آندرس (آلمانی: Johann Andres; ۱۷ ژوئن ۱۸۸۷ – ۲۵ مهٔ ۱۹۷۰) بازیکن فوتبال اهل اتریش بود.
از باشگاه‌هایی که در آن بازی کرده است می‌توان به باشگاه ورزشی وینر اشاره کرد.
وی همچنین در تیم ملی فوتبال اتریش بازی کرده است.